# 戈魯什卡湖
戈魯什卡湖（白俄羅斯語：Гарушка）是白俄羅斯的湖泊，位於米奧里以西18公里，由維捷布斯克州負責管轄，長0.8公里、寬0.36公里，面積0.18平方公里，集水區面積0.5平方公里，最大水深6.9米。